# Louis Essen
Louis Essen FRS OBE (Nottingham, 6 settembre 1908 – 24 agosto 1997) è stato un fisico inglese, i cui risultati più notevoli furono la determinazione, circa la misurazione della velocità della luce.
Egli è stato uno dei più grandi critici del celebre scienziato Albert Einstein, in particolar modo sulla nota teoria della relatività più precisamente riguardo alla dilatazione del tempo. 

## Biografia

### I primi lavori
Lo scienziato è nato in Inghilterra e nel 1928 ha conseguito la laurea in fisica all'università di Londra.
Dopo la laurea ha iniziato a lavorare presso il National Physical Laboratory (NPL) concentrandosi sulle potanzialità del diapason, il quarzo e gli oscillatori di cristalli per la minuziosa e precisa misurazione del tempo.
La sua ricerca nel 1938 ha portato all'evoluzione dell'orologio al quarzo, presto divenne uno standard per la misurazione del tempo presso gli osservatori di tutto il mondo.

### La velocità della luce
Durante la seconda guerra mondiale, Essen ha lavorato sul radar ed ha sviluppato una serie di strumenti, tra cui la fondamentale risonanza a cavità ondametrica. Nel 1946, in collaborazione con Gordon Smith, hanno usato la cavità a microonde, che sfruttando la sua esperienza, circa la misurazione del tempo, hanno stabilito la frequenza per la varietà dei modi normali, come la lunghezza d'onda. La conoscenza delle frequenze associate, gli ha consentito il calcolo della misurazione della velocità della luce. Il loro risultato, è la ormai nota numerazione di 299.792.000 km/s.

### Orologi atomici

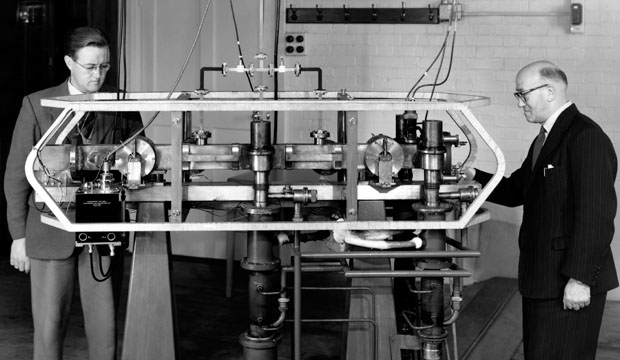
Louis Essen E J. V. L. Parry con il primo orologio atomico, 1955

Nel 1955 Essen ha sviluppato, in collaborazione con jack Parry il primo e pratico orologio atomico, integrando lo standard atomico al cesio ai tradizionali oscillatori di cristallo al quarzo, consentendone la perfetta taratura degli attuali tempi di mantenimento.

### Tarda età
Essen ha trascorso tutta la sua vita lavorativa presso il National Physical Laboratory
Nel 1971 ha pubblicato The Special Theory of Relativity: A Critical Analysis in cui ha messo in discussione la teoria di Albert Einstein che a quanto pare non è stato apprezzato dai suoi datori di lavoro.
Essen dichiarò nel 1978:
nessuno ha tentato di confutare le mie argomentazioni, ma mi è stato avvertito che se avessi continuato mi avrebbero rovinato la carriera.
Si ritirò a vita privata nel 1972 e morì a Great Bookham, Surrey.

## Premi e riconoscimenti
- (AS Popov) Medaglia d'Oro dall'Accademia russa delle scienze (1959)[1]
- OBE (1959)
- Royal Society (1960)
- Rabi Award del IEEE Ultrasonics, Ferroelectrics, and Frequency Control Society (1987)[2]